# Prezbiteriu
Prezbiteriul este spațiul din biserică destinat altarului. În prezbiteriu se poate afla și corul. Prezbiteriul este un element specific bisericilor catolice.

## Galerie imagini

Părțile principale ale bisericilor catolice
Nava centrală
Nave laterale
Aulă (sală)
Transept
Prezbiteriu
Deambulatoriu
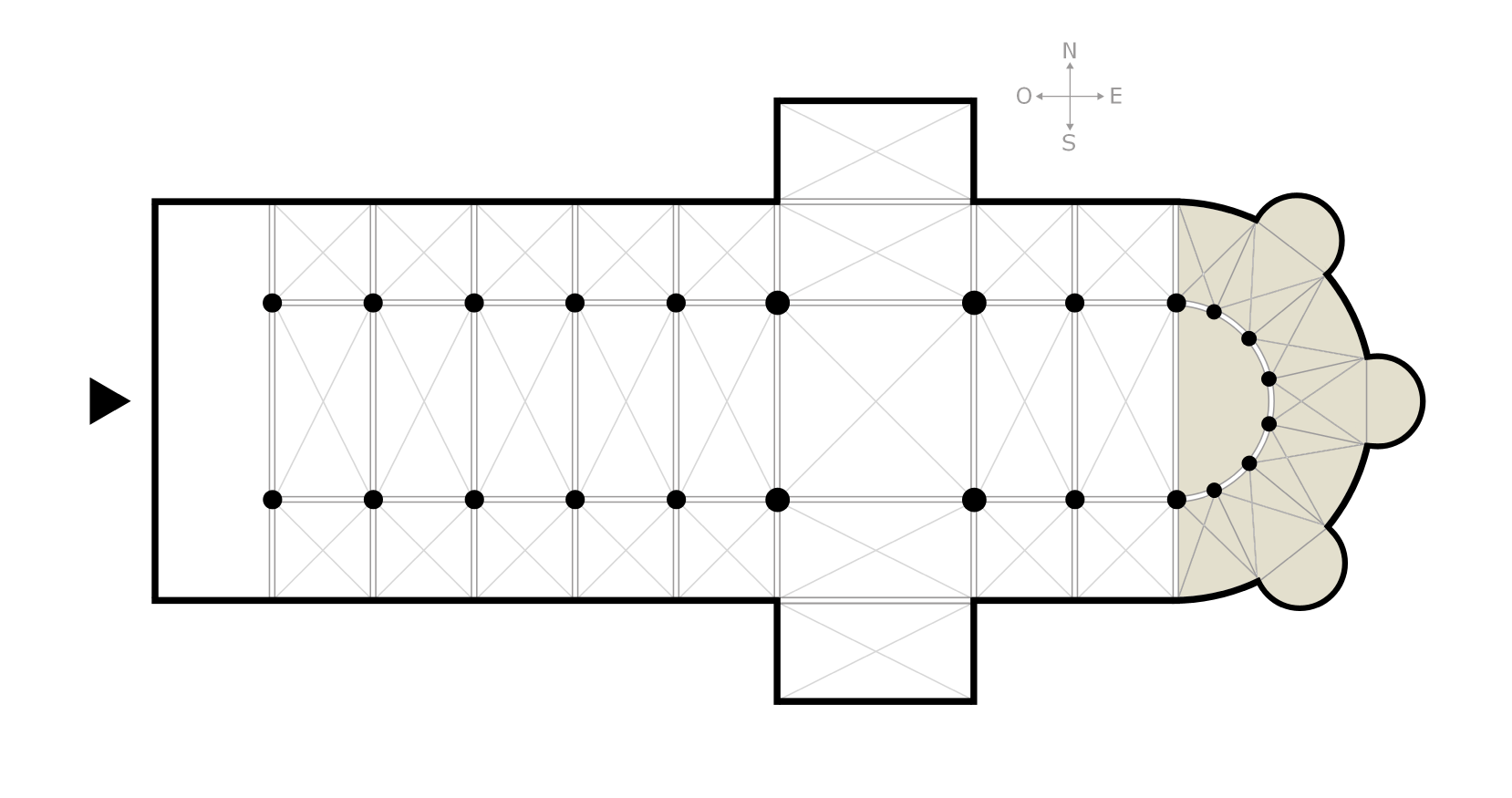
Abside (trei in imagine)